# I Don’t Wanna
Az I Don’t Wanna Aaliyah amerikai énekesnő kislemeze. A dal az 1999-ben bemutatott Next Friday, illetve a 2000-ben bemutatott Öld meg Rómeót! című film betétdala volt. Utóbbi filmben Aaliyah is szerepelt. A kislemezt 2000 januárjában jelentették meg, csak az Egyesült Államokban, a Next Friday film és filmzene reklámozására. Az Egyesült Királyságban csak novemberben jelent meg, az Öld meg Rómeót! filmzenealbum második kislemezeként.

## Fogadtatása
Az I Don’t Wanna a 35. helyig jutott a Billboard Hot 100-on és az 5. helyig a Hot R&B/Hip-Hop Songs slágerlistán. Az Egyesült Királyságban, ahol dupla A-oldalas kislemezen jelent meg a Come Back in One Piece című dallal, nem aratott sikert, még a UK Top 200 Albums & Singles slágerlistára sem került fel.
A dalnak van egy nem hivatalos remixe, melyben Trina rappel.

## Számlista
CD kislemez (Hollandia)
1. I Don’t Wanna (Album version) – 4:14
2. Come Back in One Piece (Radio edit without rap) – 3:41
3. Come Back in One Piece (Main edit) (feat. DMX) – 4:18

## Helyezések
| Slágerlista (2000)                             | Legmagasabb helyezés |
| ---------------------------------------------- | -------------------- |
| USA Billboard Hot 100                          | 35                   |
| USA Billboard Hot 100 Airplay                  | 26                   |
| USA Billboard Hot R&B/Hip-Hop Singles & Tracks | 5                    |
| USA Billboard Hot R&B/Hip-Hop Airplay          | 3                    |
| USA Billboard Rhythmic Top 40                  | 22                   |